# Brzoza czarna

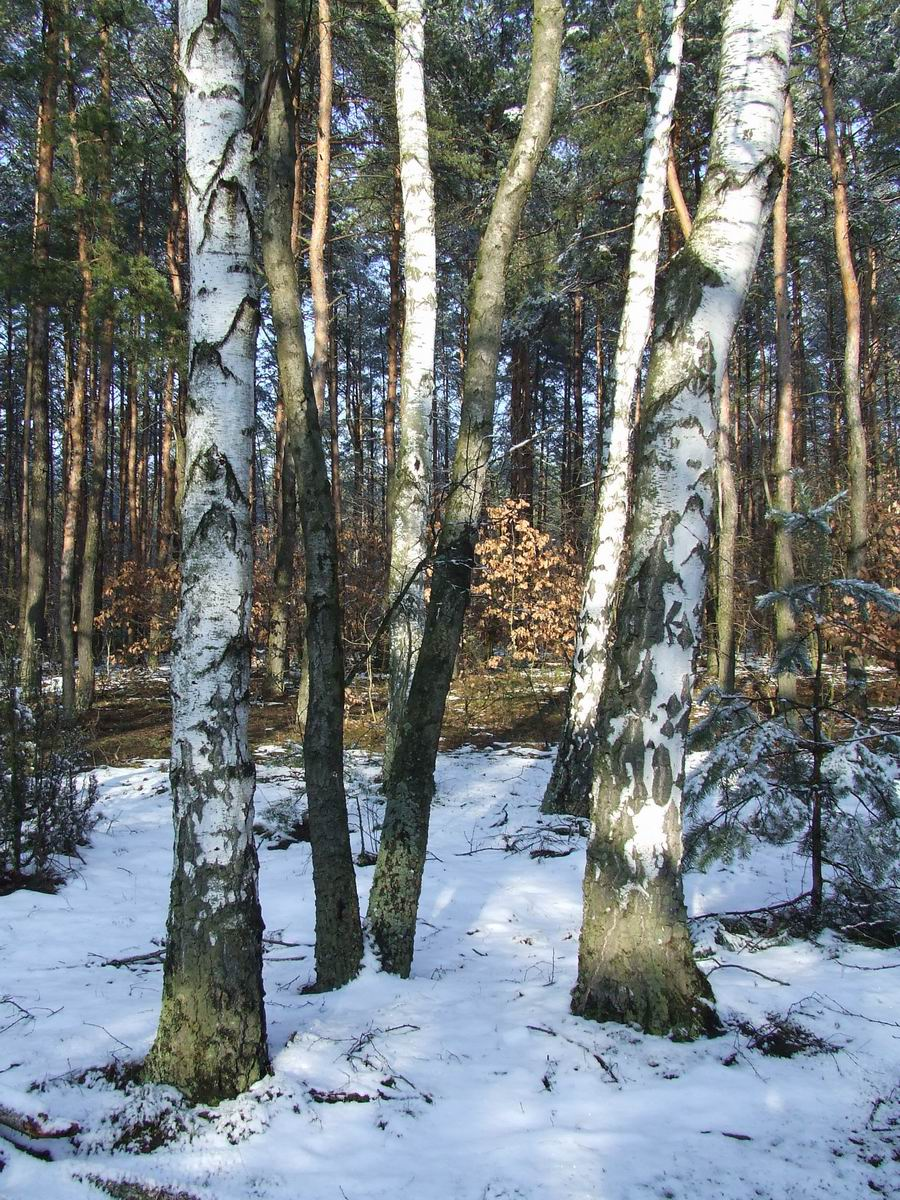
Dwie jasnokore brzozy brodawkowate, pomiędzy nimi okaz o korze ciemnej Kampinoski Park Narodowy

Brzoza czarna – nazwa stosowana w odniesieniu do:
- północnoamerykańskiego gatunku brzozy, bardziej znanego pod nazwą brzoza nadrzeczna lub rzeczna Betula nigra L.
- problematycznego taksonu opisywanego jako forma barwna, forma botaniczna, odmiana[1], podgatunek (Betula pendula subsp. obscura (Kotula) Löve)[2] brzozy brodawkowatej lub nawet gatunek – Betula obscura Kotula[1][3][4][5]. Rośliny zaliczane do tego taksonu  pozbawione są betuliny i przez to mają korę niebielejącą[6]. Występują głównie w Europie Środkowo-Wschodniej, w Czechach, Polsce, na Słowacji i Ukrainie. W Polsce spotykane są w południowej, środkowej i zachodniej części kraju[1]. Nazwy zwyczajowe: brzoza czarna[5][3][4], brzoza ciemna[2][1].

Poza ciemną korą drzewa brzozy czarnej/ciemnej wyróżniają się mniejszymi rozmiarami niż typowa brzoza brodawkowata (osiągają do 20 m wysokości). Zarejestrowano różnice także dot. budowy przetchlinek, ułożenia gałęzi, budowy liści (są szersze, dłuższe i rzadziej unerwione).

## Przypisy

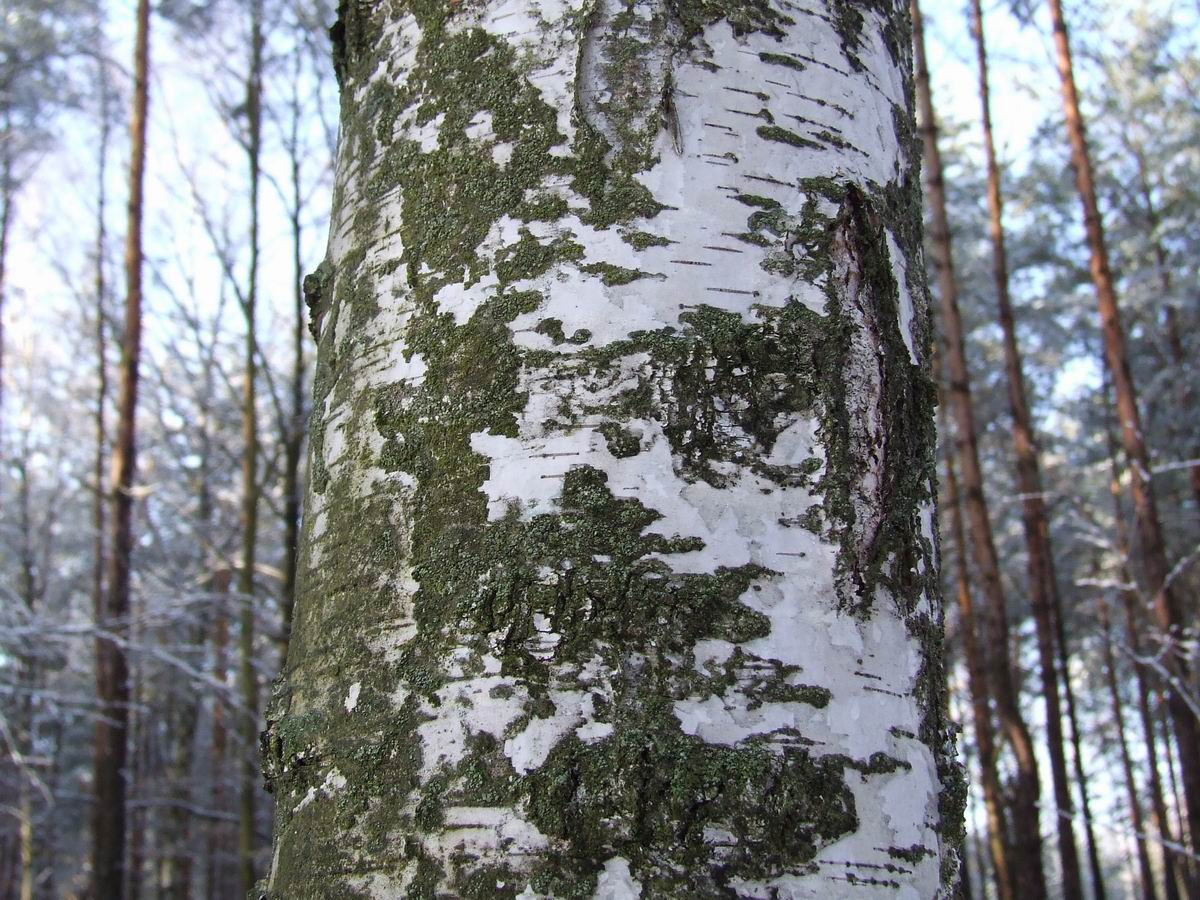
Pień typowej brzozy brodawkowatej
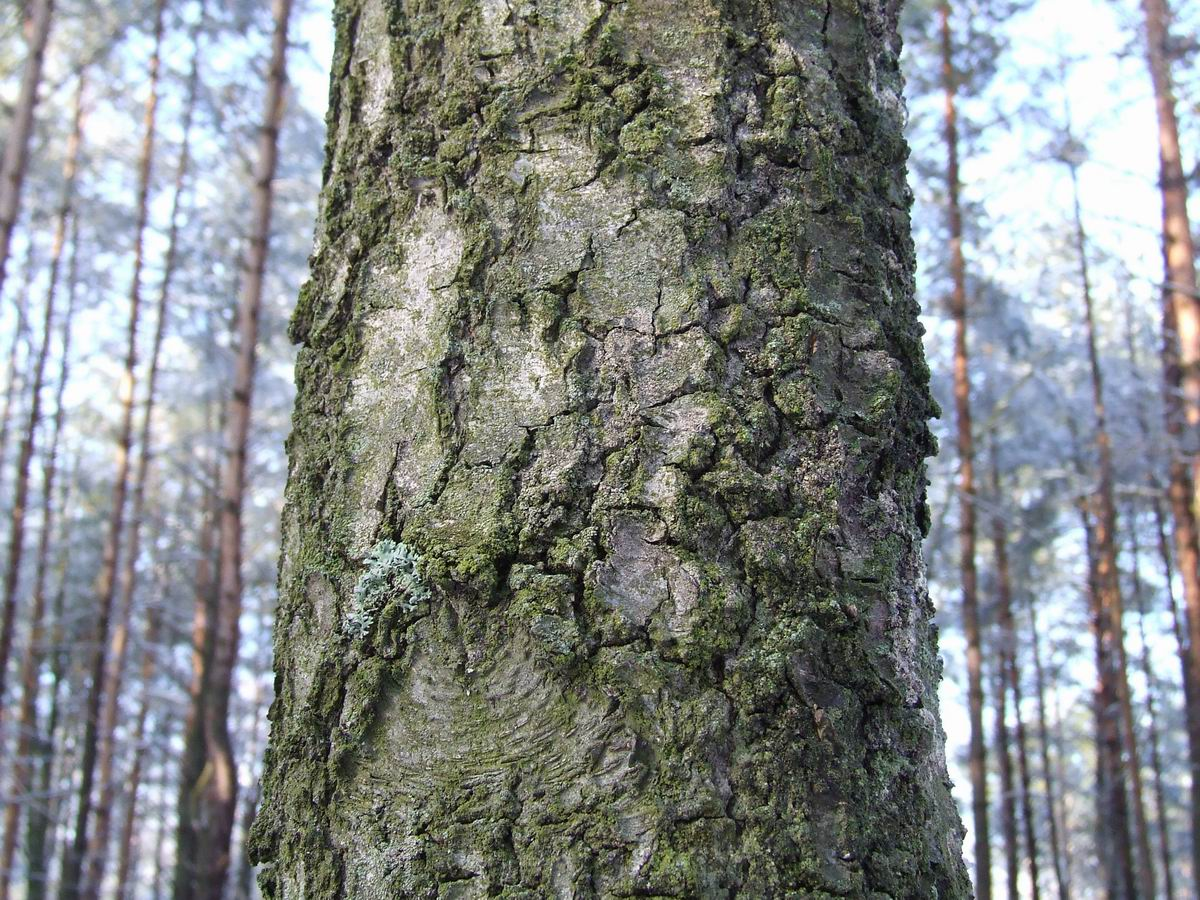
Pień brzozy brodawkowatej o czarnej korze
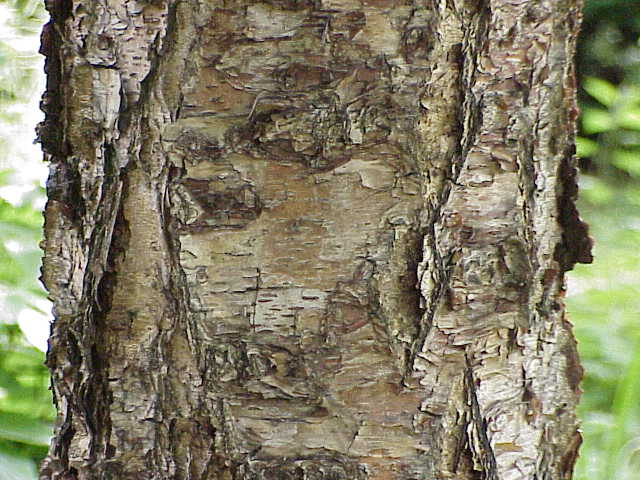
Pień północnoamerykańskiej brzozy czarnej